# Magnus Sheffield
Magnus Sheffield (Pittsford, 19 april 2002) is een Amerikaans wielrenner die sinds 2022 rijdt voor INEOS Grenadiers.

## Overwinningen
2022
3e etappe Ruta del Sol
Brabantse Pijl
2e etappe (ITT) Ronde van Denemarken
Jongerenklassement Ronde van Denemarken
2023
Jongerenklassement Tour Down Under
Jongerenklassement Ronde van Groot-Brittannië
Jongerenklassement CRO Race
2024
Jongerenklassement Ronde van Oostenrijk
2025
8e etappe Parijs-Nice

## Resultaten in voornaamste wedstrijden
| Jaar | Ronde van Italië | Ronde van Frankrijk | Ronde van Spanje |
| ---- | ---------------- | ------------------- | ---------------- |
| 2022 |                  |                     |                  |
| 2023 |                  |                     |                  |
| 2024 | 59e              |                     |                  |
| 2025 |                  |                     |                  |

| Jaar | Milaan-San Remo | Gent-Wevelgem | Ronde van Vlaanderen | Parijs-Roubaix | Amstel Gold Race | Luik-Bast.‑Luik | Ronde van Lombardije | Brabantse Pijl | Waalse Pijl |  | WK op de weg |
| ---- | --------------- | ------------- | -------------------- | -------------- | ---------------- | --------------- | -------------------- | -------------- | ----------- |  | ------------ |
| 2022 |                 |               | 69e                  | buit.tijd      | 123e             |                 |                      | ↑              |             |  | 78e          |
| 2023 | 24e             | 38e           | 28e                  | 92e            | 46e              | 38e             | 111e                 |                | 58e         |  |              |
| 2024 |                 | 44e           | 6e                   |                |                  |                 |                      |                |             |  | 47e          |
| 2025 |                 |               | 20e                  |                | 51e              | 41e             |                      |                | 17e         |  |              |

#### Resultaten in andere etappekoersen
| Jaar | Tour Down Under | Parijs-Nice | Tirreno-Adriatico | Ronde van Zwitserland | Ronde van Romandië | Critérium du Dauphiné | Ronde van Polen | Ronde van Noorwegen |
| ---- | --------------- | ----------- | ----------------- | --------------------- | ------------------ | --------------------- | --------------- | ------------------- |
| 2022 |                 |             |                   |                       | 48e                |                       | 81e             | 6e                  |
| 2023 | 4e              |             | 28e               | opgave                |                    |                       |                 | ↑                   |
| 2024 |                 |             | 16e               |                       | 55e                |                       | 5e              |                     |
| 2025 | 7e              | 4e (1)      |                   |                       |                    | 71e                   |                 |                     |

## Ploegen
- 2021 –  Rally Cycling
- 2022 –  INEOS Grenadiers
- 2023 –  INEOS Grenadiers
- 2024 –  INEOS Grenadiers
- 2025 –  INEOS Grenadiers

Amador · Bernal · Carapaz  · Castroviejo · De Plus · Dunbar · Fraile · Ganna   · Geoghegan Hart · E. Hayter · Heiduk · Kwiatkowski · Martínez · Narváez · Pidcock · Plapp · Porte ·  Puccio · Rivera · Rodriguez · Rowe · Sheffield · Sivakov · Swift · Thomas · Tulett · Turner · Van Baarle · Viviani · Wurf · Yates · L. Hayter (stagiair)